# Donker Mag
Donker Mag – trzeci album studyjny południowoafrykańskiego zespołu muzycznego Die Antwoord. Wydawnictwo ukazało się 3 czerwca 2014 roku nakładem wytwórni muzycznej Zef Recordz. Materiał był promowany teledyskami do utworów "Cookie Thumper!", "Pitbull Terrier" oraz "Ugly Boy", które wyreżyserował Watkin "Ninja" Jones. 

## Lista utworów
Opracowano na podstawie materiału źródłowego.
| Nr  | Tytuł utworu                        | Autorzy                                         | Długość |
| --- | ----------------------------------- | ----------------------------------------------- | ------- |
| 1.  | „Don't Fuk Me”                      | DJ Hi-Tek, Ninja, ¥o-Landi Vi$$er               | 0:28    |
| 2.  | „Ugly Boy”                          | DJ Hi-Tek, Ninja, ¥o-Landi Vi$$er               | 3:33    |
| 3.  | „Happy Go Sucky Fucky”              | DJ Hi-Tek, Ninja, ¥o-Landi Vi$$er               | 4:11    |
| 4.  | „Zars”                              | DJ Hi-Tek, Ninja                                | 1:05    |
| 5.  | „Raging Zef Boner”                  | DJ Hi-Tek, Ninja                                | 3:19    |
| 6.  | „Pompie”                            | DJ Hi-Tek                                       | 1:16    |
| 7.  | „Cookie Thumper!”                   | DJ Hi-Tek, Ninja, ¥o-Landi Vi$$er               | 3:20    |
| 8.  | „Girl I Want 2 Eat U”               | DJ Hi-Tek, Ninja, ¥o-Landi Vi$$er               | 4:04    |
| 9.  | „Pitbull Terrier”                   | DJ Hi-Tek, Ninja, ¥o-Landi Vi$$er               | 3:40    |
| 10. | „Strunk”                            | Loki Rothman, DJ Hi-Tek, Ninja, ¥o-Landi Vi$$er | 4:30    |
| 11. | „Do Not Fuk wif da Kid”             | Satan                                           | 1:03    |
| 12. | „Rat Trap 666” (featuring DJ Muggs) | DJ Muggs, Ninja, ¥o-Landi Vi$$er                | 5:44    |
| 13. | „I Don't Dwank”                     | DJ Hi-Tek, Ninja, ¥o-Landi Vi$$er               | 3:25    |
| 14. | „Sex”                               | DJ Hi-Tek, Ninja, ¥o-Landi Vi$$er               | 4:36    |
| 15. | „Moon Love”                         | DJ Hi-Tek                                       | 2:17    |
| 16. | „Donker Mag”                        | DJ Hi-Tek, Ninja                                | 3:20    |
|     |                                     |                                                 | 49:51   |

## Listy sprzedaży
| Lista                                 | Kraj              | Pozycja |
| ------------------------------------- | ----------------- | ------- |
| ARIA Charts                           | Australia         | 11      |
| SNEP                                  | Francja           | 193     |
| MegaCharts                            | Holandia          | 49      |
| Media Control Charts                  | Niemcy            | 95      |
| RMNZ                                  | Nowa Zelandia     | 32      |
| Billboard 200                         | Stany Zjednoczone | 37      |
| Billboard Independent Albums          | Stany Zjednoczone | 4       |
| Billboard Top Dance/Electronic Albums | Stany Zjednoczone | 1       |
| Schweizer hitparade                   | Szwajcaria        | 71      |